# خاتم قدم
خاتم القدم أو الفَتَخ هو خاتم مصنوع من المعادن أو من غير المعادن يرتدى في أي إصبع من أصابع القدم.